# Urospora rhyacodrili
Urospora rhyacodrili is een soort in de taxonomische indeling van de Myzozoa, een stam van microscopische parasitaire dieren. Het organisme komt uit het geslacht Urospora en behoort tot de familie Urosporidae. Urospora rhyacodrili werd in 1929 ontdekt door Gabriel.